# Никольско-Архангельский
Никольско-Архангельский — микрорайон города Балашихи Московской области России. До 10 июня 2003 года имел статус дачного посёлка (посёлка городского типа) в составе Балашихинского района.
Расположен около платформы Никольское Горьковского направления Московской железной дороги.
В конце XVIII века в этой местности существовали село Архангельское и деревня Никольское. К середине XIX столетия эти населённые пункты слились в одно. В конце века в Никольско-Архангельском началось активное дачное строительство. В 1937 году село получило статус посёлка городского типа. В 2003 году посёлок был включён в состав города Балашихи.
В Никольско-Архангельском находится церковь архангела Михаила, построенная в стиле московского барокко в 1767—1773 годах.

## Население
| 1989   | 2002   |
| ------ | ------ |
| 10 707 | 18 637 |

## Известные уроженцы, жители
В селе Никольско-Архангельское в 1930 году родился Лапидус, Альберт Львович — советский и российский химик, член-корреспондент РАН (1997).